# Teriihaeretei Taaroa
Teriihaeretei Taaroa (14 juin 1873 ? – 3 janvier 1991) était un supercentenaire polynésien ayant suscité une controverse sur son âge avancé, le rangeant ainsi parmi les cas incertains de longévité qui n'ont pas été reconnus par le Groupe de recherche en gérontologie ni par le Livre Guiness des records.

## Biographie
Teriihaeretei Taaroa prétend être né le 14 juin 1873 à Tumaraa, sur l'île de Raiatea, en Polynésie française. Il a travaillé toute sa vie dans les champs de son île natale. Il a épousé Vaetua Moerai Uru Ouruteara (1866-1945) le 22 juin 1928 et a eu au moins un enfant, une fille, Atutehaumearii Taaroa.
Teriihaeretei est décédé le 3 janvier 1991 à Tumaraa, sur l'île de Raiatea, en Polynésie française, à l'âge déclaré de 117 ans et 204 jours. À sa mort, il avait 54 petits-enfants, 129 arrière-petits-enfants et 19 arrière-arrière-petits-enfants.